# 白崇亮

白崇亮（1951年—），台灣大學機械系畢業，並獲得政治大學企業管理碩士及博士學位。曾任台灣奧美集團董事長，領導奧美廣告、奧美公關等近五百名精英專業團隊。有「公關教父」之稱，也是國內外知名企業的品牌行銷顧問。於政大企研所EMBA授課，是少數兼顧理論與實務的經營者。
白崇亮來自白色恐怖的憂鬱受難家庭，卻成就於充滿卓越創意熱情的奧美集團。對於人的內在世界，他有特別的敏銳與關懷。是一位跨越工、商、人文，具有真實內涵與情感的領導者。

## 早年生活與教育
白崇亮出生於1951年，其父親白克為台語片導演，曾在廈門參加中國共產黨，戰後來台與宋斐如、蘇新、陳以專創辦「人民導報」。1962年，花蓮更生報社總編輯陳香向政府保防單位提出自首，供述在廈門參加共黨組織時與白克的組織關係。白克1962年填寫反共自覺表辦理自首，但因自首內容缺少來台後與宋斐如、蘇新及參加省工委的相關事證，被以自首不誠判處死刑，1964年2月22日槍決於安坑刑場，故被稱為白色恐怖時期的受難者。
白崇亮畢業於台灣大學機械系，並在國立政治大學獲得企業管理碩士及博士學位。

## 職業生涯
1993年，白崇亮加入台灣奧美集團，於2017年退休。前後擔任台灣奧美集團董事長、奧美廣告董事長，有「公關教父」之稱。
2018年，因全聯福利中心中秋節廣告疑似影射包括陳文成等白色恐怖受難者，引發討論與爭議，最終導致該廣告下架，白崇亮作為負責廣告的相關人士成為媒體焦點。

## 著作
- 《勇於真實：奧美集團董事長白崇亮的內在視界》，天下文化，2019年。ISBN 978-986-216-006-0。
- 《樂於委身：走進職場神學的世界》，校園書房，2020年。ISBN 978-986-198-738-5。
- 《合一之道：生命、事奉與合一的道路》，同心國際，2022年。ISBN 978-986-918-855-5。